# Tishkan
Tishkan är ett distrikt i Afghanistan. Det ligger i provinsen Badakhshan, i den nordöstra delen av landet, 270 kilometer norr om huvudstaden Kabul.
Distriktet beräknades år 2022 ha cirka 35 000 invånare.